# Palacio de Justicia del Condado de Martin (Minnesota)
El Palacio de Justicia del Condado de Martin es el palacio de justicia del condado de Martin, en el estado de Minnesota (Estados Unidos). El edificio está ubicado en 201 Lake Avenue en el lado occidental de la ciudad de Fairmont, en una colina con vista al lago Sisseton. Es un edificio de estilo Beaux Arts con una alta cúpula de cobre con un reloj de cuatro caras. El primer piso se hizo con arenisca de Míchigan. Los pisos segundo y tercero están construidos con piedra caliza de Bedford. La entrada arqueada está flanqueada por columnas pulidas de doble orden corintio y rematada por un frontón.
El edificio está conectado con el edificio de seguridad del condado de Martin de ladrillo y concreto por una pasarela en el segundo nivel y por un túnel subterráneo, en el nivel del sótano. El edificio de seguridad ofrece espacio para la policía y la detención, y fue diseñado en 1972.
El edificio mide 24 m por 35 m y se eleva 15 m hasta la parte superior del techo, luego 18 m hasta la parte superior de la cúpula.

## Historia
El edificio fue diseñado por Charles E. Bell y construido por JB Nelson por 125 000 dólares entre 1906 y 1907. Franz E. Rohrbeck de Milwaukee pintó murales interiores de figuras que representan la paz, la guerra, la inspiración, el genio, la sentencia y la ejecución. El acabado interior incluye encimeras de mármol, trabajos en metal y vitrales. El reloj original, asentado en la base del techo abovedado, fue diseñado y fabricado por el destacado relojero Seth Thomas. Cuenta con cuatro relojes de 2,1 m de alto, uno a cada lado de la torre.
La renovación del edificio comenzó a fines de 2020, con el objetivo de reemplazar el techo de cobre con goteras, así como restaurar los mecanismos de relojería dentro de la torre.

## Galería

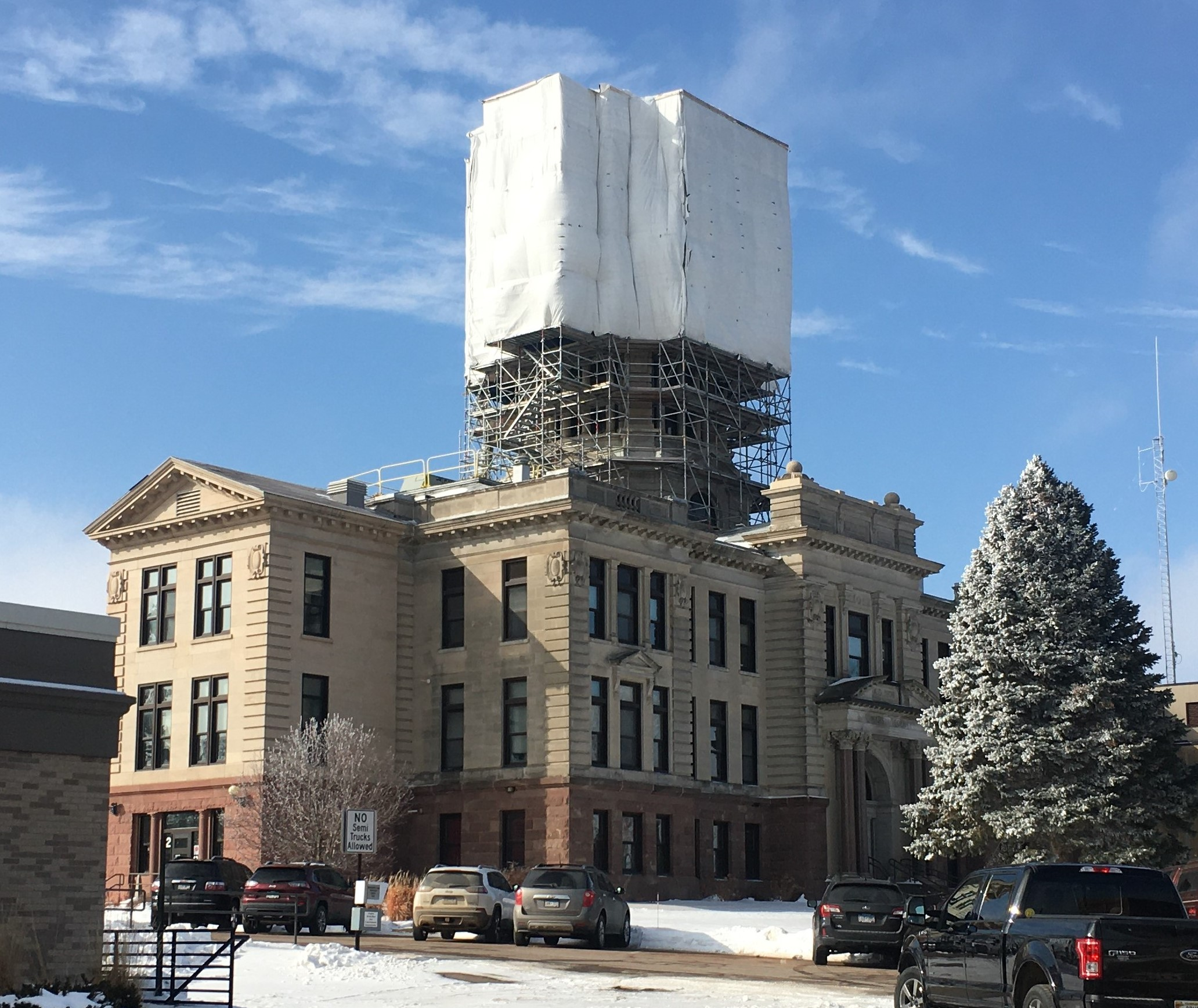
Renovaciones en febrero de 2021
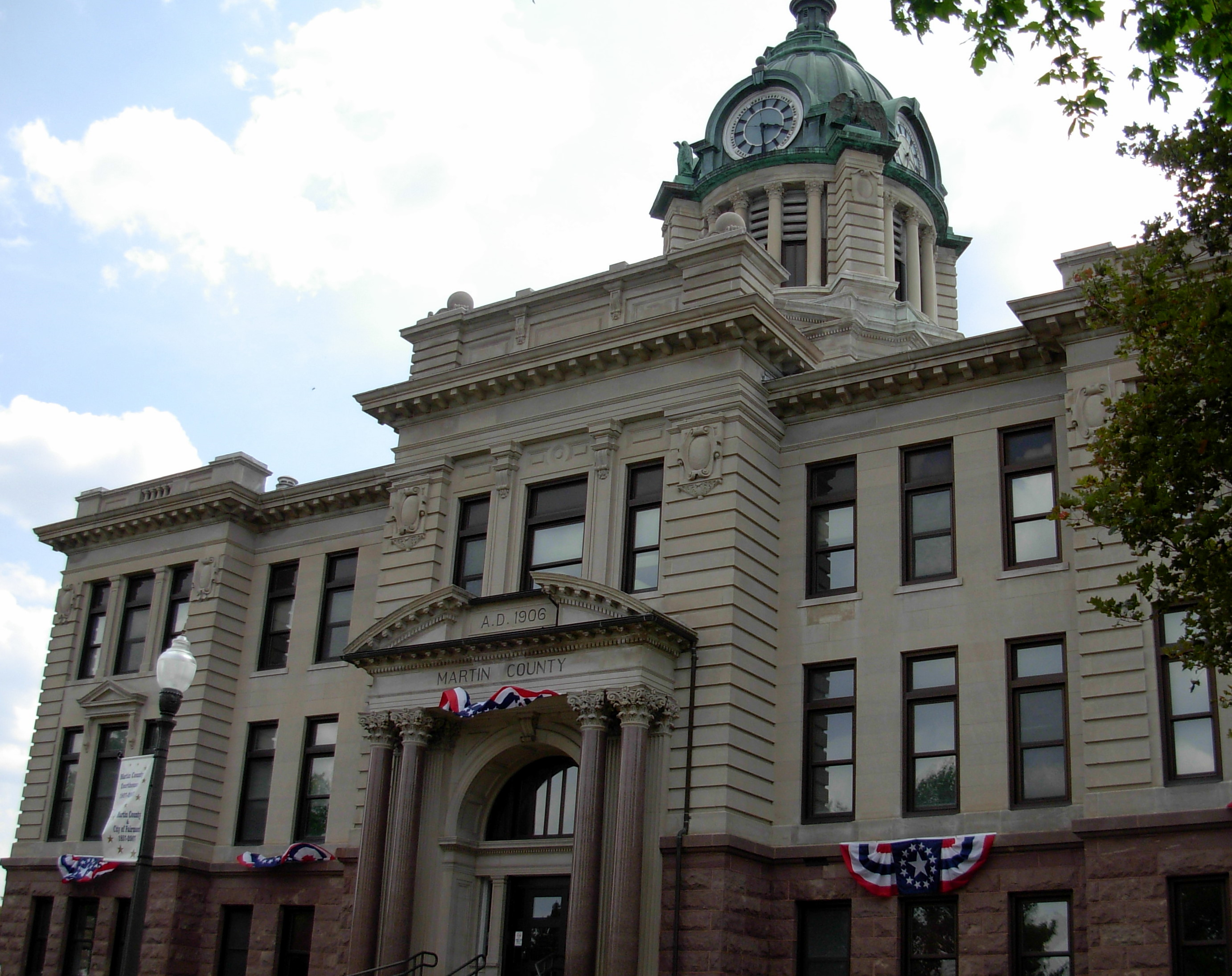
El edificio en 2007